# ایگناسیو ماگانتو
ایگناسیو ماگانتو (انگلیسی: Ignacio Maganto؛ زادهٔ ۲ ژانویهٔ ۱۹۹۲) بازیکن فوتبال اهل اسپانیا است.
از باشگاه‌هایی که در آن بازی کرده‌است می‌توان به باشگاه فوتبال لس آنجلس گلکسی اشاره کرد.